# Wäre die Welt mein
Der Film Wäre die Welt mein ist ein Musical-Film und das Spielfilmdebüt von Regisseur Tom Gustafson aus dem Jahr 2008. Er beschäftigt sich mit den Themen Coming-out, nicht erwiderte Liebe und Intoleranz gegenüber Homosexuellen. Der Film ist eine Neuauflage und Fortführung von Gustafsons Kurzfilm Fairies. In Deutschland wird der Film teilweise mit dem Zusatz des Originaltitels oder als Wäre die Welt mein – Ein Traum wird wahr getitelt.

## Handlung
Timothy ist Schüler auf einer amerikanischen Privatschule für Jungen. Da er homosexuell ist, wird er von seinen Mitschülern regelmäßig fertiggemacht. Außerdem ist er in Mädchenschwarm und Sportskanone Jonathan verliebt.
Bei der jährlichen Theateraufführung soll das Stück Ein Sommernachtstraum von William Shakespeare gegeben werden. Von seiner geheimnisvollen Kunst-/Literaturlehrerin Ms. Tebbit wird Timothy in der Rolle des Puck eingesetzt, sein Schwarm Jonathan erhält die Rolle des Lysander. Beim Auswendiglernen des Textes verändern sich die Worte von Timothys Ausgabe des Stückes und offenbaren ein Rezept für Amors Liebestrank (Cupids Love Juice). Mithilfe dieser Rezeptur erschafft er eine magische Blume, die einen wässrigen Nektar verspritzt. Jeder, der diesen Nektar in die Augen bekommt, wird sich sofort in den ersten Menschen verlieben, den er anschließend sieht.
Unglücklicherweise kommt in diesem Moment Max, ein sehr guter Freund von Timothy vorbei, wird aus Versehen mit dem Nektar bespritzt und verliebt sich sofort in Timothy, verspürt eine große Lust und entledigt sich sogleich seines Hemdes. Timothy kann sich nur mühsam seinen neuen Verehrer vom Hals schaffen.
Bei den Proben des Stückes (Akt II, Szene 2) beträufelt Timothy seinen Schwarm Jonathan mit dem Nektar der Blume. Auch dieser ist sofort in Timothy verliebt, was mit negativen Kommentaren seiner Mitschüler quittiert wird. Da Timothy in diesem Moment der Geduldsfaden reißt, spritzt er den Nektar in die Augen seiner Mitschüler, die sich sofort allesamt ineinander verlieben und übereinander herfallen.
Nachdem der Coach dies gesehen hat, wird er ebenfalls mit dem Liebesnektar bespritzt, worauf er sich in den Direktor der Schule verliebt.
Für Timothys beste Freundin Frankie, die eigentlich mit Max zusammen ist, bricht eine Welt zusammen, als dieser ihr sagt, dass er sie nicht mehr, dafür aber Timothy lieben würde. Max und Jonathan, die beide unsterblich in Timothy verliebt sind, prügeln sich um ihn, jedoch gehört Timothys Herz Jonathan.
Timothy möchte der ganzen Stadt, deren Einwohner im Verlaufe des Films als äußerst homophob dargestellt wurden, die Augen öffnen, damit diese erkennen, wie er sich fühlt. So hinterlässt er den Nektar bei der Feuerwehr und in Kirchen [Anm. vermutlich im Lösch- und Weihwasser]. Am nächsten Morgen ist ein Großteil der Stadt homosexuell und der Bürgermeister erlässt ein Gesetz, dass sämtliche Paare, ungeachtet ihrer Sexualität, heiraten dürfen.
Da die Situation aber außer Kontrolle zu geraten scheint, wird Timothy in einer Traumsequenz gebeten, in der angesetzten Theateraufführung dem ganzen ein Ende zu setzen. Dem kommt Timothy am entsprechenden Abend nach. Er reißt die Blume in Richtung Himmel, worauf es in der Aula leicht zu regnen beginnt. Dieser Regen sorgt dafür, dass sämtliche verzauberten Mitbürger wieder normal werden.
Nach der Theatervorstellung, die viele Komplimente für Timothy brachte, sitzt dieser deprimiert in der Maske, da seine große Liebe nun nicht mehr mit dem Zauber der Blume belegt ist. Jonathan taucht plötzlich auf und küsst Timothy. Dieser ist verwundert, erkennt jedoch, dass es diesmal echte Liebe ist und erwidert den Kuss.
Der Film endet mit einer Einstellung der Lehrerin Ms. Tebbit, die den Film über besondere magische Kräfte zu haben schien und die die Geschichte in Teilen gelenkt hatte, und ihren Worten „Who’s next?“.

## Ein Sommernachtstraum
Ein Bestandteil des Films ist die Aufführung von Ein Sommernachtstraum. Doch auch der Rest der Handlung ist von zahlreichen Anleihen an dieses Theaterstück beeinflusst. So geht es in dem Stück beispielsweise ebenfalls um eine verzauberte Blume, die Menschen verliebt machen kann, und auch in dem Theaterstück gibt es zahlreiche Irrungen und Wirrungen, die sich aber ebenfalls auflösen lassen.
Alle Leute, die während des Films verzaubert wurden, zitieren „The course of true love did never run smooth“, also frei übersetzt, dass es bei der wahren Liebe noch nie einfach war und alles glatt gelaufen ist.
Gegen Ende des Films spricht Timothy in seiner Rolle als Puck die Abschlussworte des Stücks, in denen er darum bittet die Geschichte als Traum anzusehen, falls es nicht gefallen hat. Dies kann auch für den Film gelten, in dem die Grenzen zwischen Realität und magischer Phantasie sehr verschwimmend sind (siehe Kritik).
Die zahlreichen Lieder des Films verwenden fast ausschließlich Originalzitate aus dem Theaterstück. Jedoch wurde hier häufig von unterschiedlichen Stellen Text zusammengetragen und auch die (Original-)Rollen können sich hier zeilenweise ändern. Beispielsweise der Beginn des Liedes Were the World Mine:
| Original Shakespeare | Timothy |
| --- | --- |
| „I see their knavery: this is to make an ass of me; to fright me, if they could. But I will not stir from this place, do what they can: I will walk up and down here, and I will sing, that they shall hear I am not afraid.“ – Zettel: Akt III, Szene 1 | I see their knavery, This is to make an ass of me, To fright me – if they could. But I will not stir from this place – Do what they can I will work up and down here. And I will sing that they shall hear, That I am not, I am not afraid, I am not afraid |
| „I know not by what power I am made bold“ – Hermia: Akt I, Szene 1 | I know not by what power I’m made bold |
| „But you must flout my insufficiency?“ – Helena: Akt II, Szene 2 | But still you flout my insufficiency |
| „The more my prayer, the lesser is my grace.“ – Helena: Akt II, Szene 2 | The more my prayer, The lesser is my grace. |
| „My ear should catch your voice, my eye your eye, My tongue should catch your tongue’s sweet melody. Were the world mine“ – Helena: Akt I, Szene 1 | My ear should catch your voice; My eye, your eye, My tongue should catch your tongue’s sweet melody, My tongue your tongue Were the world mine |
| „And I will sing, that they shall hear I am not afraid.“ – Zettel: Akt III, Szene 1 | And I will sing that they shall hear, That I am not, I am not afraid, I am not afraid |
| „Fairies, away!“ – Titania: Akt II, Szene 1 | Faeries away … |
| „Fetch me that flower“ – Oberon: Akt II, Szene 1 | … fetch me that flower |
| „I will lead them up and down“ – Puck: Akt III, Szene 2 | I will lead them up and down |
| „Fairies, away!“ – Titania: Akt II, Szene 1 | Faeries away … |
| „Swift as a shadow“ – Lysander: Akt I, Szene 1 | … swift as a shadow |
| „I will lead them up and down“ – Puck: Akt III, Szene 2 | I will lead them up and down |
| „Oh, why rebuke you him that loves you so? Lay breath so bitter on your bitter foe.“ – Demetrius: Akt III, Szene 2 | Oh, Why rebuke you him, that loves you so? Lay breath so bitter, on your bitter foe, On your bitter foe |
| | … |

## Veröffentlichung in Deutschland
Der Film lief in Deutschland bereits auf diversen Filmfesten. Offizieller deutscher Kinostart war jedoch erst am 14. Mai 2009. Die DVD erschien am 3. Juni 2009 in Deutschland, wie im Kino jedoch nur in einer englischen Version mit deutschen Untertiteln. Somit existiert keine deutschsprachige Tonspur.
Der Soundtrack des Films (Songs, Score und O-Töne) ist bislang nicht in Deutschland veröffentlicht worden, jedoch ist die US-Version von PS Classic über diverse Anbieter als Import oder als iTunes-Download erhältlich.

## Kritiken
- BR Online: „[…] ein unkonventionelles Gay-Musical, das nicht nur wegen der farbenprächtigen Theaterkostüme und der spritzigen Musik Spaß macht. Auch die Jungakteure überzeugen durch ihr schauspielerisches und stimmliches Können. Allerdings dürfte die Story und die Ansiedlung von Shakespeare in der Gay Community nicht jedermanns Sache sein.“
- Critic.de: „Trotz seines Genre-Rahmens bleibt Wäre die Welt mein allerdings sehr brav und unspektakulär. Die Parallelgeschichte der Mutter von Timothy versöhnt zwar die Generationen miteinander, nimmt aber recht viel Raum ein und raubt dadurch der eigentlichen Story an Aussagekraft. Die harmonische Übereinstimmung der musikalischen Einlagen, […] übertönen jedoch so einige Schwachstellen innerhalb des Handlungsgefüges.“
- Cinema: Mehr originell als professionell inszeniert, aber durchaus sympathisch.

## Trivia
- Hauptdarsteller Tanner Cohen ist offen schwul und Frontsänger der Indie-Band „The Guts“.
- Wendy Robbie hat vor fast 20 Jahren eine regelmäßige Rolle in David Lynchs Twin Peaks gespielt.

## Auszeichnungen
- 12-facher Jurypreis-Gewinner, u. a.:
  - Grand Jury Award for Outstanding U.S. Dramatic Feature (Heineken Red Star Award): Outfest 2008
  - James Lyon Editing Award for Narrative Feature: 2008 Woodstock Film Festival
  - Scion Award for First-Time Director: 2008 Philadelphia Int'l Gay & Lesbian Film Festival
  - Best Music in a Narrative Feature Film and Best LGBT Feature Film: 2008 Nashville Film Festival
  - Directors Award: 2008 Connecticut Gay & Lesbian Film Festival
  - Jury Award for Best Overall Film: 2008 Fort Worth Gay & Lesbian Film Festival
  - Adam Baran Rainbow Award for Best Narrative Feature: 2008 Honolulu Rainbow Film Festival
  - Jury Award for Best Feature Film: 2008 Outflix Film Festival

- 11-facher Publikumspreis-Gewinner, u. a.:
  - Best Narrative Feature: 2008 Florida Film Festival
  - Best Narrative Feature: 2008 Turin International Gay & Lesbian Film Festival
  - Best Feature: 2008 Inside Out Toronto
  - Best Feature: 2008 Kansas City Gay & Lesbian Film Festival
  - Best Feature: Cinema Diverse 2008: Palm Springs GLFF
  - Grand Prize Best Feature: Rhode Island International Film Festival 2008
  - Best Feature: 2008 Vancouver Queer Film Festival

- über 100 mal in der offiziellen Auswahl internationaler Filmfestivals